# Nagie Lane
Nagie Lane（ナギーレーン）は、日本の3人組ボーカルグループ。2018年に結成。ユイエンタテイメント所属。
愛称はナギー。キャッチコピーは「楽器を持たないネオシティポップバンド」、「シン・渋谷系ハーモニーポップグループ」。

## 来歴
2018年に結成。渋谷を拠点に活動する4人組ボーカルグループ。
もともと全員が異なるア・カペラサークルに所属しており、シティ・ポップをア・カペラで表現する前身グループに旧メンバーのがっくん、reiが所属。barattiは編曲家として参加していた。
その後、前身グループ発起人の脱退や幾度のメンバー交代により、2018年にbaratti、mayu、mikakoを含めた5人でグループを結成（N.E.W.）。
グループ名の由来は、当時マンスリーライブを行っていた原宿にあるカフェ「Penny Lane」と、グループのスタッフの名前に「なぎ」の文字が含まれていたことから。
2020年10月にがっくんが脱退し、4人体制となる。
2021年4月に出演した関ジャム 完全燃SHOWで注目を集める。7月、keiji、euroが加入し6人体制となり、9月にメジャー・デビューした。
2023年5月9日、6月11日に行われるライブ「Point」をもって、reiとeuroがグループから離れることを発表した。理由として、reiは数年前から続いている体調不良の治療に専念するため、euroはグループ活動とは異なる分野へ挑戦したい気持ちがあり、そちらへ専念したいことを挙げている。またこの発表と同日に、新メンバーの一般公募を公式ホームページ内に設けられた特設ページで開始した。6月7日、keijiが体調不良を訴え、6月11日開催予定であった「Point」を開催を延期。7月8日に振替公演を行うこととなった。7月8日、ライブ「Point」が代々木 LIVE STUDIO LODGEにて開催され、reiとeuroはメンバーを卒業。再び4人体制となる。
2024年3月22日、約1年ぶりとなる新曲「カフェドキ」を配信リリース。メンバー卒業を経て、声だけで表現する ア・カペラスタイルから、ハウスミュージックをベースにしたボーカルグループとしての活動も開始。6月26日に配信シングル「イケナイフタリ」をリリース。また同日にYouTubeチャンネル「THE FIRST TAKE」で公開されたDa-iCE「I wonder」にアカペラ伴奏として参加した。また7月5日には、7月末をもってkeijiが脱退することを公式ホームページで発表した。

## メンバー
- baratti（バラッチ、9月29日）: 音楽プロデューサー、ボイスパーカッション
- mayu（マユ、3月17日）: ボーカル、コーラス
- mikako（ミカコ、7月17日）: ボーカル、コーラス

### 元メンバー
- rei（レイ、10月24日）: ボーカル、コーラス（2023年7月8日卒業[13]）
- euro（ユーロ、9月16日）: ベースボーカル（2023年7月8日卒業[13]）
- がっくん ： ベースボーカル（2020年10月7日脱退[14]）
- keiji（ケイジ、2月28日）: ボーカル、コーラス（2024年7月末 脱退[11][12]）

## 作品

### インディーズ

#### シングル
| #   | 発売日         | タイトル                          | 備考 |
| --- | -------------- | --------------------------------- | ---- |
| 1st | 2020年10月31日 | ヴィーナスルージュ                |      |
| 2nd | 2020年11月21日 | あのね、                          |      |
| 3rd | 2021年1月22日  | I need you here. (feat. ASOBOiSM) |      |
| 4th | 2021年2月28日  | あのね、(dialogue ver.)           |      |

### メジャー

#### デジタル・シングル
| #    | 発売日         | タイトル                                | 規格品番  | 備考                                                    |
| ---- | -------------- | --------------------------------------- | --------- | ------------------------------------------------------- |
| 1st  | 2021年7月21日  | 愛以外に用はない                        | DISA-0297 | 1stアルバムからの先行配信楽曲。                         |
| 2nd  | 2021年8月17日  | 東京は夜の七時 (future a cappella ver.) | DISA-0299 | PIZZICATO FIVEのカバー。1stアルバムからの先行配信楽曲。 |
| 3rd  | 2022年4月22日  | ピャバラバ                              | DISA-0385 |                                                         |
| 4th  | 2022年8月17日  | ふらぺちる                              | DISA-0425 |                                                         |
| 5th  | 2023年2月8日   | サクラループ                            | DISA-0479 |                                                         |
| 6th  | 2024年3月22日  | カフェドキ                              | DISA-0620 |                                                         |
| 7th  | 2024年6月7日   | カフェドキ (Remixes)                    | DISA-0653 |                                                         |
| 8th  | 2024年6月26日  | イケナイフタリ                          | DISA-0661 |                                                         |
| 9th  | 2024年7月24日  | kiss me in the neon light               | DISA-0674 |                                                         |
| 10th | 2024年8月7日   | mirage                                  | DISA-0681 | LINEマンガ『藤堂司の恋愛事情』コラボソング              |
| 11th | 2024年11月20日 | Is This Magic?                          | DISA-0743 |                                                         |
| 12th | 2025年4月25日  | anone, (Korean Ver.)                    |           |                                                         |
| 13th | 2025年4月30日  | あのね、 (Original Mix)                 |           |                                                         |

## 出演
2018年 
8月　barattiを中⼼にグループ結成
　　1st mini album「ナギービートで唄わせて」リリース
2019 年
７月　フジテレビ系「ハモネプリーグ」出演
2020 年
６月　2stmini album「ナギービートで唄わせて」リリース
2021年
２月　ワンマンライブ開催@ 横浜ランドマークホール
４月　テレビ朝⽇「関ジャム完全燃SHOW」ゲスト出演
７月　新メンバー(keiji＆euro)加⼊　「愛以外に⽤はない」配信リリース
8月「東京は夜の七時(future a cappella ver.) 」配信リリース
9月　メジャーデビュー
10月　ワンマンライブ開催@ SHIBUYA STREAM Hall
　　　⽇本テレビ「バズリズム02」ゲスト出演
12 月　INNOSENT in FORMAL 「doo dah!! winter!!」フォーチャリング参加
　　　⼿越祐也「Snow White」※ファンクラブイベントゲスト出演
2022年
2月　配信EP「アマクテ、ニガイ」リリース
　　イベント開催@ billboard Live YOKOHAMA(guest：ゴスペラーズ⿊沢薫)
４月　ワンマンライブ「voices oNLy」開催@ SHIBUYA STREAM Hall
6月　SAKAE SP-RING 2022出演
７月　 オーガナイズイベント「TCC」4カ⽉連続開催
　　　　 LuckyFM　Green Festivalʼ22 出演
10 月　MINAMI WHEEL2022出演　
　　　2nd Album「待ってこれめっちゃ良くない？」発売
11月　東名阪ツアー「voices oNLy2022 A/W」開催
　　　世界エイズデーイベント「RED RIBBON LIVE 2022」出演
2023年
2月　Digital Single「サクラループ」リリース
5月　⽇⽐⾕フェスティバル出演
7月　ワンマンライブ「Point」開催@ 代々⽊LODGE
　　　 LuckyFM　Green Festivalʼ23 出演
8月　ドイツ「マイン祭」出演（初海外ライブ出演）
　　　⾦沢アカペラ・タウンゲスト出演
2024年
3月　Digital Single「カフェドキ」リリース
6月　 Digital EP「カフェドキ(Remix)」リリース
　　Digital Single「イケナイフタリ)」リリース
　　THE FIRST TAKE 初出演（Da-iCEコラボ）
7月　Digital Single「kiss me in the neon light」リリース
　　テレビ朝⽇「ミュージックステーション」初出演
8月　 Digital Single「mirage」リリース
　　　LINEマンガ「藤堂司の恋愛事情」とのコラボ曲！
11 月　Digital Single「Is This Magic 」リリース
2025年
3月　ワンマンライブ「６５４６４３」開催@代々⽊LIVE STUDIO LODGE
　　　韓国「2025 ⽇韓国交正常化60周年記念⾏事⽇本歌謡⼤会」特別ゲスト出演
４月　Digital Single「anone, (Korean ver.)」リリース
　　　Digital Single「あのね、(Original Mix)」リリース
5月　　Digital Single「レイニー・ハイウェイ」リリース

### ラジオ
- TOKYO MUSIC RADAR（2024年10月 - 、InterFM897）※mikakoがDJを担当[20]。